# Гудвілл (Південна Дакота)
Гудвілл (англ. Goodwill) — переписна місцевість (CDP) в США, в окрузі Робертс штату Південна Дакота. Населення — 513 осіб (2010).

## Географія
Гудвілл розташований за координатами 45°33′58″ пн. ш. 97°3′21″ зх. д. / 45.56611° пн. ш. 97.05583° зх. д. (45.566042, -97.055889).  За даними Бюро перепису населення США в 2010 році переписна місцевість мала площу 2,00 км², з яких 1,96 км² — суходіл та 0,05 км² — водойми.

## Демографія
Згідно з переписом 2010 року, у переписній місцевості мешкало 513 осіб у 135 домогосподарствах у складі 111 родини. Густота населення становила 256 осіб/км².  Було 141 помешкання (70/км²).
Расовий склад населення:
| - 93,2 % — корінних американців - 2,5 % — білих |

До двох чи більше рас належало 4,3 %. Частка іспаномовних становила 1,6 % від усіх жителів.
За віковим діапазоном населення розподілялося таким чином: 41,7 % — особи молодші 18 років, 52,5 % — особи у віці 18—64 років, 5,8 % — особи у віці 65 років та старші. Медіана віку мешканця становила 21,1 року. На 100 осіб жіночої статі у переписній місцевості припадало 99,6 чоловіків;  на 100 жінок у віці від 18 років та старших — 90,4 чоловіків також старших 18 років.
Середній дохід на одне домашнє господарство  становив 33 270 доларів США (медіана — 36 591), а середній дохід на одну сім'ю — 32 416 доларів (медіана — 37 614). Медіана доходів становила 21 161 долар для чоловіків та 27 750 доларів для жінок. За межею бідності перебувало 35,3 % осіб, у тому числі 51,5 % дітей у віці до 18 років та 12,2 % осіб у віці 65 років та старших.
Цивільне працевлаштоване населення становило 178 осіб. Основні галузі зайнятості: мистецтво, розваги та відпочинок — 27,0 %, освіта, охорона здоров'я та соціальна допомога — 24,7 %, публічна адміністрація — 19,1 %.